# Etapa de Monte Carlo da Fórmula 2 em 2021
A Etapa de Monte Carlo da Fórmula 2 em 2021 será realizada nos dias 20 e 21 de maio de 2021 em três corridas no Circuito de Mônaco, em Monte Carlo, Mônaco, sendo a segunda etapa do Campeonato de Fórmula 2 de 2021, categoria de monopostos. Servirá como evento de apoio ao Grande Prêmio de Mônaco de 2021 da Fórmula 1, realizado na mesma data e local.

## Pneus
| Nome do composto | Cor      | Cor | Banda de rolamento  | Condições de condução | Dry Type*                          | Aderência  | Longevidade |
| ---------------- | -------- | --- | ------------------- | --------------------- | ---------------------------------- | ---------- | ----------- |
| Supermacio (SS)  | Lilás    |     | Slick (P Zero™)     | Seco                  | Soft                               | Muito alta | Muito baixa |
| Macio (S)        | Vermelho |     | Slick (P Zero™)     | Seco                  | Soft                               | Alta       | Baixa       |
| Intermediário    | Verde    |     | Sulcos (Cinturato™) | Molhado               | Intermediate (Água não estagnante) | —          | —           |
| Chuva            | Azul     |     | Sulcos (Cinturato™) | Molhado               | Wet (Água estagnante)              | —          | —           |

## Resultados

### Qualificação

#### Grupo A
| Pos.                     | Nº. | Piloto           | Equipe                | Tempo    | Dif.   | Grid |
| ------------------------ | --- | ---------------- | --------------------- | -------- | ------ | ---- |
| 1                        | 10  | Théo Pourchaire  | ART Grand Prix        | 1:20.985 | –      | 1    |
| 2                        | 2   | Oscar Piastri    | Prema Racing          | 1:21.443 | +0.458 | 3    |
| 3                        | 8   | Jüri Vips        | Hitech Grand Prix     | 1:21.523 | +0.538 | 5    |
| 4                        | 16  | Roy Nissany      | DAMS                  | 1:22.102 | +1.117 | 7    |
| 5                        | 4   | Felipe Drugovich | UNI-Virtuosi          | 1:22.131 | +1.146 | 9    |
| 6                        | 6   | Jehan Daruvala   | Carlin                | 1:22.244 | +1.259 | 11   |
| 7                        | 14  | David Beckmann   | Charouz Racing System | 1:22.585 | +1.600 | 13   |
| 8                        | 24  | Bent Viscaal     | Trident               | 1:22.827 | +1.842 | 15   |
| 9                        | 12  | Lirim Zendeli    | MP Motorsport         | 1:22.933 | +1.948 | 17   |
| 10                       | 20  | Gianluca Petecof | Campos Racing         | 1:23.344 | +2.359 | 19   |
| 11                       | 22  | Jack Aitken      | HWA Racelab           | 1:23.353 | +2.368 | 21   |
| Tempo dos 107%: 1:26.654 |     |                  |                       |          |        |      |
| Fonte:                   |     |                  |                       |          |        |      |

#### Grupo B
| Pos.                     | Nº. | Piloto              | Equipe                | Tempo    | Dif.   | Grid |
| ------------------------ | --- | ------------------- | --------------------- | -------- | ------ | ---- |
| 1                        | 1   | Robert Shwartzman   | Prema Racing          | 1:21.403 | –      | 2    |
| 2                        | 8   | Dan Ticktum         | Carlin                | 1:21.589 | +0.186 | 4    |
| 3                        | 21  | Ralph Boschung      | Campos Racing         | 1:21.854 | +0.451 | 6    |
| 4                        | 9   | Christian Lundgaard | ART Grand Prix        | 1:21.877 | +0.474 | 8    |
| 5                        | 3   | Guanyu Zhou         | UNI-Virtuosi          | 1:21.912 | +0.509 | 10   |
| 6                        | 7   | Liam Lawson         | Hitech Grand Prix     | 1:21.941 | +0.538 | 12   |
| 7                        | 17  | Marcus Armstrong    | DAMS                  | 1:22.168 | +0.765 | 14   |
| 8                        | 11  | Richard Verschoor   | MP Motorsport         | 1:22.758 | +1.355 | 16   |
| 9                        | 25  | Marino Sato         | Trident               | 1:24.091 | +2.688 | 18   |
| 10                       | 15  | Guilherme Samaia    | Charouz Racing System | 1:24.302 | +2.899 | 20   |
| Tempo dos 107%: 1:27.101 |     |                     |                       |          |        |      |
| DNQ                      | 23  | Alessio Deledda     | HWA Racelab           | 1:27.744 | +6.341 | 221  |
| Fonte:                   |     |                     |                       |          |        |      |

Notas
- ↑1  – Alessio Deledda não atingiu um tempo inferior a regra dos 107%, sendo desclassificado da qualificação, contudo foi autorizado pela direção de prova a largar na última posição do grid.

### Corrida 1
| 1                                                                         | 3  | Guanyu Zhou         | UNI-Virtuosi          | 30 | 44:21.272 | 1  | 15  |
| 2                                                                         | 4  | Felipe Drugovich    | UNI-Virtuosi          | 30 | +2.396    | 2  | 12  |
| 3                                                                         | 16 | Roy Nissany         | DAMS                  | 30 | +5.909    | 4  | 10  |
| 4                                                                         | 21 | Ralph Boschung      | Campos Racing         | 30 | +7.430    | 5  | 8   |
| 5                                                                         | 8  | Jüri Vips           | Hitech Grand Prix     | 30 | +11.007   | 6  | 6+2 |
| 6                                                                         | 5  | Dan Ticktum         | Carlin                | 30 | +11.495   | 7  | 4   |
| 7                                                                         | 10 | Théo Pourchaire     | ART Grand Prix        | 30 | +13.247   | 10 | 2   |
| 8                                                                         | 2  | Oscar Piastri       | Prema Racing          | 30 | +15.247   | 8  | 1   |
| 9                                                                         | 7  | Liam Lawson         | Hitech Grand Prix     | 30 | +17.514   | 12 |     |
| 10                                                                        | 17 | Marcus Armstrong    | DAMS                  | 30 | +18.947   | 14 |     |
| 11                                                                        | 6  | Jehan Daruvala      | Carlin                | 30 | +19.290   | 11 |     |
| 12                                                                        | 14 | David Beckmann      | Charouz Racing System | 30 | +19.546   | 13 |     |
| 13                                                                        | 11 | Richard Verschoor   | MP Motorsport         | 30 | +19.915   | 16 |     |
| 14                                                                        | 24 | Bent Viscaal        | Trident               | 30 | +20.234   | 15 |     |
| 15                                                                        | 12 | Lirim Zendeli       | MP Motorsport         | 30 | +20.755   | 17 |     |
| 16                                                                        | 22 | Jack Aitken         | HWA Racelab           | 30 | +21.168   | 21 |     |
| 17                                                                        | 15 | Guilherme Samaia    | Charouz Racing System | 30 | +21.873   | 20 |     |
| 18                                                                        | 23 | Alessio Deledda     | HWA Racelab           | 29 | +1 volta  | 22 |     |
| 19†                                                                       | 25 | Marino Sato         | Trident               | 28 | Colisão   | 18 |     |
| Ret                                                                       | 20 | Gianluca Petecof    | Campos Racing         | 23 | Colisão   | 19 |     |
| Ret                                                                       | 9  | Christian Lundgaard | ART Grand Prix        | 14 | Óleo      | 3  |     |
| Ret                                                                       | 1  | Robert Shwartzman   | Prema Racing          | 1  | Suspensão | 9  |     |
| Volta mais rápida: Jüri Vips − Hitech Grand Prix − 1:22.125 (na volta 22) |    |                     |                       |    |           |    |     |
| Fonte:                                                                    |    |                     |                       |    |           |    |     |

### Corrida 2
| 1                                                                            | 5  | Dan Ticktum         | Carlin                | 28 | 47:53.826       | 5  | 15  |
| 2                                                                            | 2  | Oscar Piastri       | Prema Racing          | 28 | +0.765          | 3  | 12  |
| 3                                                                            | 8  | Jüri Vips           | Hitech Grand Prix     | 28 | +1.172          | 6  | 10  |
| 4                                                                            | 10 | Théo Pourchaire     | ART Grand Prix        | 28 | +2.101          | 4  | 8   |
| 5                                                                            | 21 | Ralph Boschung      | Campos Racing         | 28 | +6.268          | 7  | 6   |
| 6                                                                            | 11 | Richard Verschoor   | MP Motorsport         | 28 | +8.381          | 13 | 4   |
| 7                                                                            | 12 | Lirim Zendeli       | MP Motorsport         | 28 | +13.384         | 15 | 2   |
| 8                                                                            | 6  | Jehan Daruvala      | Carlin                | 28 | +15.894         | 11 | 1   |
| 9                                                                            | 22 | Jack Aitken         | HWA Racelab           | 28 | +16.310         | 16 |     |
| 10                                                                           | 1  | Robert Shwartzman   | Prema Racing          | 28 | +39.225         | 22 | (2) |
| 11                                                                           | 24 | Bent Viscaal        | Trident               | 28 | +1:03.889       | 13 |     |
| 12                                                                           | 23 | Alessio Deledda     | HWA Racelab           | 27 | +1 volta        | 18 |     |
| 13                                                                           | 15 | Guilherme Samaia    | Charouz Racing System | 27 | +1 volta        | 17 |     |
| 14                                                                           | 4  | Felipe Drugovich    | UNI-Virtuosi          | 26 | +2 voltas       | 9  |     |
| 15                                                                           | 3  | Guanyu Zhou         | UNI-Virtuosi          | 26 | +2 voltas       | 10 |     |
| Ret                                                                          | 14 | David Beckmann      | Charouz Racing System | 23 | Acidente        | 12 |     |
| Ret                                                                          | 16 | Roy Nissany         | DAMS                  | 22 | Acidente        | 8  |     |
| Ret                                                                          | 9  | Christian Lundgaard | ART Grand Prix        | 16 | Mecânica        | 21 |     |
| Ret                                                                          | 25 | Marino Sato         | Trident               | 9  | Mecânica        | 19 |     |
| Ret                                                                          | 17 | Marcus Armstrong    | DAMS                  | 2  | Acidente        | 12 |     |
| Ret                                                                          | 20 | Gianluca Petecof    | Campos Racing         | 0  | Acidente        | 20 |     |
| DSQ                                                                          | 7  | Liam Lawson         | Hitech Grand Prix     | 28 | Desqualificado3 | 2  |     |
| Volta mais rápida: Robert Shwartzman - Prema Racing - 1:30.728 (na volta 28) |    |                     |                       |    |                 |    |     |
| Fonte:                                                                       |    |                     |                       |    |                 |    |     |

Notes
- ↑2  – Marcus Armstrong iria começar a corrida na primeira posição, contudo sofreu um problema mecânico e teve que largar do pit lane.
- ↑3  – Liam Lawson venceu a corrida, contudo foi desqualificado por usar elementos eletrônicos fora do regulamento na largada.[2]

### Corrida 3
| 1                                                                   | 10 | Théo Pourchaire     | ART Grand Prix        | 42 | 1:01:02.089 | 1  | 25+4 |
| 2                                                                   | 2  | Oscar Piastri       | Prema Racing          | 42 | +2.894      | 3  | 18   |
| 3                                                                   | 4  | Felipe Drugovich    | UNI-Virtuosi          | 42 | +14.261     | 9  | 15   |
| 4                                                                   | 1  | Robert Shwartzman   | Prema Racing          | 42 | +17.910     | 2  | 12   |
| 5                                                                   | 3  | Guanyu Zhou         | UNI-Virtuosi          | 42 | +24.130     | 10 | 10+2 |
| 6                                                                   | 21 | Ralph Boschung      | Campos Racing         | 42 | +30.693     | 6  | 8    |
| 7                                                                   | 7  | Liam Lawson         | Hitech Grand Prix     | 42 | +31.288     | 12 | 6    |
| 8                                                                   | 8  | Jüri Vips           | Hitech Grand Prix     | 42 | +37.0514    | 5  | 4    |
| 9                                                                   | 16 | Roy Nissany         | DAMS                  | 42 | +46.563     | 7  | 2    |
| 10                                                                  | 11 | Richard Verschoor   | MP Motorsport         | 42 | +49.513     | 16 | 1    |
| 11                                                                  | 24 | Bent Viscaal        | Trident               | 42 | +51.380     | 15 |      |
| 12                                                                  | 9  | Christian Lundgaard | ART Grand Prix        | 42 | +52.9665    | 8  |      |
| 13                                                                  | 14 | David Beckmann      | Charouz Racing System | 42 | +55.834     | 13 |      |
| 14                                                                  | 25 | Marino Sato         | Trident               | 42 | +1:11.237   | 18 |      |
| 15                                                                  | 15 | Guilherme Samaia    | Charouz Racing System | 41 | +1 Volta    | 20 |      |
| 16                                                                  | 20 | Gianluca Petecof    | Campos Racing         | 41 | +1 volta4   | 19 |      |
| 17                                                                  | 23 | Alessio Deledda     | HWA Racelab           | 41 | +1 volta    | 22 |      |
| 18                                                                  | 22 | Jack Aitken         | HWA Racelab           | 40 | +2 Voltas   | 21 |      |
| Ret                                                                 | 5  | Dan Ticktum         | Carlin                | 32 | Colisão     | 4  |      |
| Ret                                                                 | 12 | Lirim Zendeli       | MP Motorsport         | 30 | Acidente    | 17 |      |
| Ret                                                                 | 17 | Marcus Armstrong    | DAMS                  | 29 | Colisão     | 14 |      |
| Ret                                                                 | 6  | Jehan Daruvala      | Carlin                | 17 | Colisão     | 11 |      |
| Volta mais rápida: Guanyu Zhou − UNI-Virtuosi − 1:21.912 (volta 42) |    |                     |                       |    |             |    |      |
| Fonte:                                                              |    |                     |                       |    |             |    |      |

## Tabela do campeonato após a corrida
Somente as cinco primeiras posições estão incluídas nas tabelas.
| Pos | Piloto          | Pontos | Var |
| --- | --------------- | ------ | --- |
| 1   | Guan Yu Zhou    | 68     | 0   |
| 2   | Oscar Piastri   | 52     | 2   |
| 3   | Théo Pourchaire | 47     | 8   |
| 4   | Dan Ticktum     | 38     | 1   |
| 5   | Liam Lawson     | 36     | 3   |

| Pos | Equipe              | Pontos | Var |
| --- | ------------------- | ------ | --- |
| 1   | UNI-Virtuosi Racing | 97     | 1   |
| 2   | Prema Racing        | 82     | 1   |
| 3   | Carlin              | 67     | 2   |
| 4   | ART Grand Prix      | 63     | 1   |
| 5   | Hitech Grand Prix   | 58     | 1   |